# Evangelio de Mateo en hebreo de Shem Tob

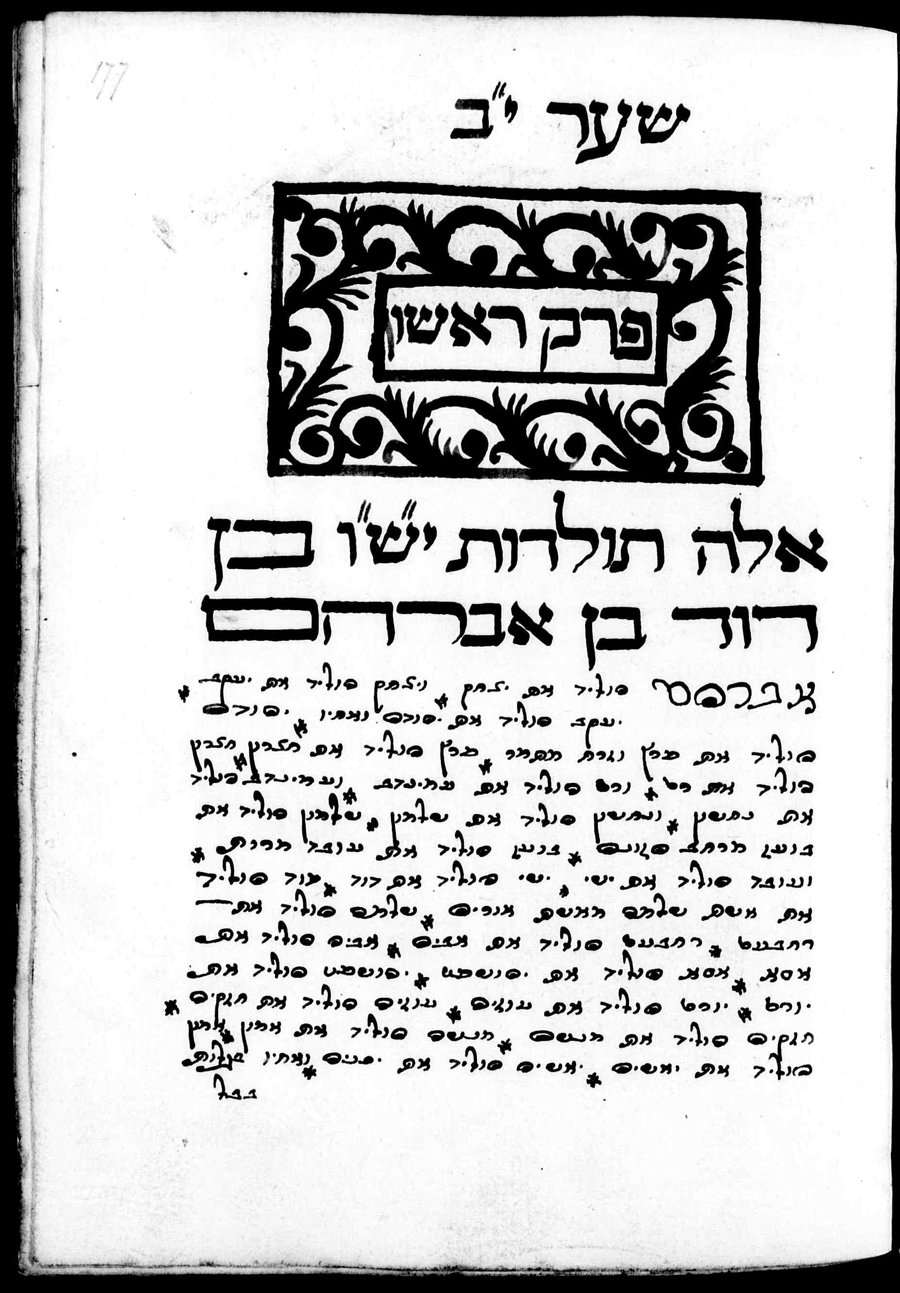
Primera página del libro de Shem Tov

El Evangelio de Mateo en hebreo de Shem Tob es la versión hebrea más antigua que existe del Evangelio de Mateo. Se incluyó en la obra del siglo XIV Eben Boḥan (La Piedra de toque) del rabino sefaradí Shem-Tov ben Isaac ben Shaprut. George Howard argumentó que el Mateo de Shem Tov procede de un texto hebreo muy anterior que fue traducido posteriormente al griego y a otras lenguas. Un rasgo característico de este evangelio hebreo es la aparición en 20 lugares de השם (HaShem, "el Nombre"), en la forma abreviada ה״, donde el Evangelio de Mateo tiene Κύριος ("el Señor"). 

## Autor
El polémico tratado anticristiano Piedra de toque fue escrito por Shem Tob ben Isaac ben Shaprut, un judío español que vivió en el siglo XIV. La obra, a veces llamada "la lógica de Shem Tob", cuestiona la tesis de que Jesús es Dios. También argumenta contra la atribución del papel de Mesías a Jesús. En dicha obra aparece la mencionada versión del Evangelio de Mateo, la cual, sin embargo, no fue traducida por Shem Tob al hebreo, sino simplemente copiada de un texto anterior. 
George E. Howard, hebraísta de la Universidad de Georgia en Atens, sostiene la tesis de que el texto era muy antiguo, basándose en la comparación de variantes textuales convergentes del Evangelio de Mateo de Shem Tob con manuscritos siríacos antiguos. También señaló numerosos paralelismos textuales con otros textos del siglo IV y anteriores. Por esta razón, sugiere que el Evangelio original de Mateo en hebreo (aunque no la versión transcrita por Shem Tob) se remonta a los primeros siglos del cristianismo.

## Historia de la Obra
El tratado Piedra de toque se completó en 1380 y se revisó en 1385 y 1400. Por ello, la traducción del Evangelio de Mateo proveniente de esta polémica obra se considera la traducción más antigua que se conserva de los libros del Nuevo Testamento al hebreo. Hasta 1987, se pensó que este trabajo fue escrito originalmente en griego o posiblemente en latín, y que luego se tradujo al hebreo. Sin embargo, en 1987, George E. Howard sostuvo que la lengua original de la obra era el hebreo. No obstante, Maurice Casey señaló que lo único que Howard logró demostrar es que la traducción presentada por Shem Tob es más antigua que el tratado en sí mismo.

## Revisión de la Hipótesis anterior y Evidencias Medievales y Provenzales
Los principales puntos objeto de controversia son los siguientes:
1.  La versión más antigua de un evangelio en hebreo hebreo. Mateo en hebreo se ha conservado en el libro XII o XIII (según las dos recensiones de la obra de controversia religiosa "La piedra de toque" de Shem Tob Ibn Shaprut), editada con las variantes de los manuscritos más significativos que han perdurado hasta nuestros tiempos. El hecho de formar parte de un libro polémico conlleva algunos problemas sobre autoría, fecha de la traducción y contexto histórico.
2. Marcas identificativas del texto base o Vorlage.
La introducción del Evangelio aborda la hipótesis de George Howard que atribuye la versión al auténtico Evangelio de los Hebreos mencionado por Papías en el siglo II d. C.  En la segunda edición mantiene la antigüedad, denominándolo simplemente Evangelio hebreo de Mateo y afirmando lo siguiente:
The main thrust of this second edition is to demonstrate that the Hebrew Matthew contained in Shem-Tob’s Even Bohan predates the 14th century. In my judgment, Shem-Tob the polemicist did not prepare this text by translating it from the Latin Vulgate, the Byzantine Greek, or any other known edition of the Gospel of Matthew. He received it from previous generations of Jewish scribes and tradents.
Howard había llamado la atención sobre la probable de un fragmento del Diatessaron árabe escrito por Isaac Ben Velasco en el siglo X Córdoba, mientras que W.L. Petersen advierte sobre la presencia de posibles lecturas comunes lecturas con un diatessaron flamenco de la Edad Media, algo que podría reforzar un origen medieval para Mateo en hebreo.
3. Manuscritos controvertidos. La edición de George Howard se basa en un manuscrito conservado en la British Library, Adler 26964, para Mt 1,1- 23,22 y complementada la parte final que falta, 23,23-28,20, con otro Manuascrito del Seminario Teológico de NuevaYork (Ms. 2426 [Marx 16]). El aparato crítico con variantes de ocho manuscritos es correcto, y especialmente veraz, el manuscrito de Leiden.
Sin embargo, la edición lamentablemente omite las variantes que según Niclós son las más antiguas y valiosas por contener palabras en romance medieval, conservadas en manuscritos de bibliotecas italianas.
Especialmente antiguo y correcto es el Ms Neofiti , 17,2 de la Biblioteca Vaticana y el segundo, el Plut II, 17 de la Biblioteca Laurenziana de Florencia. Estos manuscritos preservan algunos vocablos y léxicos en lenguas romances catalana o pirenaico aragonesas. Ello planteó la opción de rastrear su Sitz im Leben hasta la Edad Media y, más concretamente, de situarlo en la región de Provenza y Cataluña. Otro trabajo posterior,  estudió detenidamente el léxico léxico románico, especialmente rico en algunos campos como la terminología jurídica, la vida cotidiana oficios y roles, así como la cosmología; además, el análisis de la sintaxis hebrea del texto concluye con secuencias narrativos basadas en patrones bíblicos correctos y  algunos modismos lingüísticos rabínicos. El resultado se definió como an effort of Cultural Restitution to Hebrew: the theology of Matthew’s Gospel, which gathers and compiles many expressions and procedures of the Hebrew Bible, passing through the veil of a Jewish mind of the Middle Ages. La transcripción de las palabras a la lengua romance demuestra la  fecundidad de la elección (Véase la tabla en el apéndice a esta sección).

## El proceso de creación de Mateo en hebreo
Este largo proceso se ha estudiado como un texto con diferentes capas.
La primera etapa de nuestro Evangelio hebreo es el texto latino de la Vulgata. En su trabajo más reciente, Niclós ofrece un último apartado sobre la tradición de la Vulgata en el sur de Francia, una tradición que deriva de la comunidad mozárabe (minoría cristiana bajo dominio musulmán) del sur de España (Sevilla o Córdoba), que emigró a Aragón (Ripoll), para entrar finalmente en el sur de Francia por Carcasona o San Víctor de Marsella. Allí se conocer como la recensión provenzal de la Vulgata. La razón de esa presencia multicultural reside en el hecho de que la región de Septimania o Provenza y el norte la corona aragonesa funcionaban como una unidad cultural en la que la recensión de la Biblia a la que Samuel Berger se refiere como provenzal se utilizaba tanto para la liturgia como para las traducciones romances. La segunda novedad del trabajo consiste en rastrear la glosa ordinaria introducida en Marta hasta una carta de San Jerónimo y un fragmento del Comentario de Rabanus Maurus sobre Mateo y otros eruditos medievales.(Niclós, "The Hebrew Gospel of Matthew in Shem Tob's Eben Boḥan, Particular Features and Medieval Sources", 156-157). 
La segunda etapa de este evangelio fue la traducción del Nuevo Testamento al provenzal, probablemente a partir de la versión mencionada de la Vulgata del sur de Francia, de origen visigodo y septimano. Del provenzal se pasó a la lengua vernácula aragonesa, con algunas marcas de términos del Pirineo central. En esta etapa románica, los frailes mendicantes, como franciscanos y dominicos, podrían haberla utilizado como herramienta de su campaña catequética hacia los analfabetos de la zona. Esta traducción a la lengua vernácula fue permitida por la Iglesia a pesar de la prohibición de 1229 en Toulouse o de 1235 en Tarragona contra las versiones romances valdenses; o desde 1317 contra las beguinas, no se sabe hasta qué punto locales y efímeras. Estas versiones pudieron realizarse en la primera mitad del siglo XIII, como lo prueban rasgos arcaicos, como la división en capítulos litúrgicos para las lecturas con cláusulas temporales del tipo in illo tempore ("en aquel tiempo"); e incluso alguna docena de ampliaciones a partir de la Glosa Ordinaria que se añadieron al texto canónico. 
En la tercera etapa,  Mateo hebreo se presenta como una traducción al hebreo a partir de la lengua romance aragonesa, entre 1250 y 1320. En ese momento, el evangelio de Mateo alcanzó un tercer estrato a partir de la lengua semítica del Antiguo Testamento, conservando numerosas palabras de la lengua romance de los Pirineos como testimonio de la etapa anterior. Finalmente, hacia 1386, en Tudela (España) un rabino judío, Shem Tob Ibn Shaprut copió con precisión la versión hebrea realizada un siglo antes por un judío anónimo, al parecer converso, e incorporó sus comentarios críticos en una obra de controversia religiosa contra los cristianos, Eben Boḥan ("la Piedra de toque"). La traducción pudo llegarle a través de Vicente Ferrer o del cardenal Pedro de Luna. Como resultado, del Mateo Hebreo final podemos extraer un valioso precipitado de vocabulario bíblico, léxico y sintaxis rabínica de una mente judía medieval, y una capa de términos romances sobre leyes, flora y vida litúrgica judía; y finalmente, algunos rastros de una Vulgata Antigua. 
En otras palabras, en esta traducción del Evangelio de Mateo al hebreo se aprecia un asentamiento de diferentes estratos culturales, la Vulgata del sur de Francia recensión de origen visigodo, la glosa ordinaria de Laon o de la Universidad de París, la predicación y la liturgia en lenguas romances, y más recientemente expresiones bíblicas y rabínicas hebreas, como resultado de una colaboración llana o de un trabajo en equipo voluntario. Todo ello ofrece a los estudiosos, por tanto, una nueva aportación sobre la recepción del Evangelio de San Mateo y su trasfondo cultural a lo largo de un dilatado periodo de su historia.

## Apéndice de nombres propios según la versión de Niclós y de Howard
| Mt     | Our edition        | Our transcription  | Howard’s 1995 edition | Howard’s Transcription        |
| 8,6    | ַפְּרַלאטיקוּ           | Parlatico          | ִפירא״לִשיזה            | Paralisze                     |
| 9,9    | ַמ טיב              | Mateu              | ָמאט״יאוֹ               | Matyeo                        |
| 10,2   | שׂלוֹטשׂiפּא           | Apòstols           | אפוֹסט״וֹלוֹס            | Apolstolos                    |
| 10,2   | ִשׂימוֹ               | Simó               | ִסמ״וֹן                 | Simon                         |
| 10,3   | ֵברטוֹלוֵֹמיב          | Bartolomeu         | בוֹרטוֹלאמיאוֹס          | Bortolameos                   |
| 12,3   | ַג׳אימיי            | Jaime              | גאי״מי                | Jimi                          |
| 12,4   | ַפּאן שׂאגַראט         | Pan sagrat         | ָפא״ן סאג״רא           | Paan sagra                    |
| 12,42  | ראינהֵ די אוְֹטִריאה   | reina de Òstria    | ֶריזינה ״די ִאישְטִריאה   | Rezinah de Isteriah           |
| 12,43  | שׂיקשֵׂ שׂקוֹי          | llocs secs         | (Omitted)64           | (omitted)                     |
| 13,25  | ִוירָג ה             | viraga / biraga    | ביירא״גה              | beriyagah                     |
| 15,39  | ֵמַאִסּדוֹנָיא           | (mea)Sidonia       | ָמאצידוֹנָייא            | Masedonia                     |
| 16,13  | ֵשׁישׂאריאה           | Cesarea            | (Omitted)65           | (Omitted)                     |
| 22,17  | ֵשׂיזר               | Cèsar              | ֵציזא״רי               | Caesar                        |
| 23,5   | ִפ׳יבֵלאישׂ           | fibles             | ִפ׳יב״ליאוֹס            | Phiblios                      |
| 23,23  | מינָט אֵנּיט איי קוֹמי | menta, anet i comí | (Omitted)             | (mint), dill, and pomegranade |
| 24,14, | ֵאַ וְנֵג׳ילי          | Evangeli           | אוו״נגילי             | Evungili                      |
| 24,15  | ַאְנְִיקִרישׂט           | Anticrist          | אנטיק״ריסטוש          | Anti-Christ                   |
| 27,2   | פוֹנץ פּילאט         | Ponç Pilat         | פו״נץ פילא״ט          | Pontius Pilate                |
| 27,33  | ַהר קלָבארי          | Har-Calvari        | הר קאלווארי           | Mount Calvary                 |

## La expresiónHa-Shem
El texto de Shem Tob contiene Ha-Shem ("El Nombre") 19 veces:
Para ה״, el texto griego correspondiente del Evangelio de Mateo tiene θεός (22:31), o κύριος (1:22, 24; 2:13, 19; 3:3; 4:7, 10; 21:9, 42; 22:37, 44; 28:2). En un lugar (5:33) como לה״. En tres lugares no tiene una oración o frase correspondiente (21:12; 22:32; 27:9) en el NT y el AT que contenga la palabra. Una vez (28:9) tiene השם ('nombre') donde el Evangelio de Mateo en el Nuevo Testamento griego no tiene la frase correspondiente.
Se emplea no sólo en las citas del Antiguo Testamento de Mateo, sino también en su narrativa, ya sea al introducir dichas citas (1:22, 22:31) o en frases fijas como "ángel del Señor" (1:24, 2:13, 2:19, 28:2) o "la casa del Señor" (21:12).
Como escribió George Howard, refiriéndose a Ha-Shem como "el Nombre Divino":
El Nombre Divino aparece en las siguientes situaciones:
1. En las citas de la Biblia hebrea en las que el MT contiene el Tetragrammaton.
2. En las introducciones de las citas. Por ejemplo: 1:22 "Todo esto fue para completar lo que fue escrito por el profeta según el Señor"; 22:31 "¿No has leído acerca de la resurrección de los muertos que el Señor te habló".
3. En frases como "ángel del Señor" o "casa del Señor": 2:13 "Mientras iban, he aquí que el ángel del Señor se le apareció a José"; 2:19 "Cuando el rey Herodes murió, el ángel del Señor se lo dijo en sueños a José en Egipto"; 21:12 "Entonces Jesús entró en la casa del Señor"; 28:2 "Entonces la tierra se estremeció porque el ángel del Señor descendió del cielo al sepulcro, volcó la piedra y se detuvo"[24]

## Ediciones recientes y traducciones

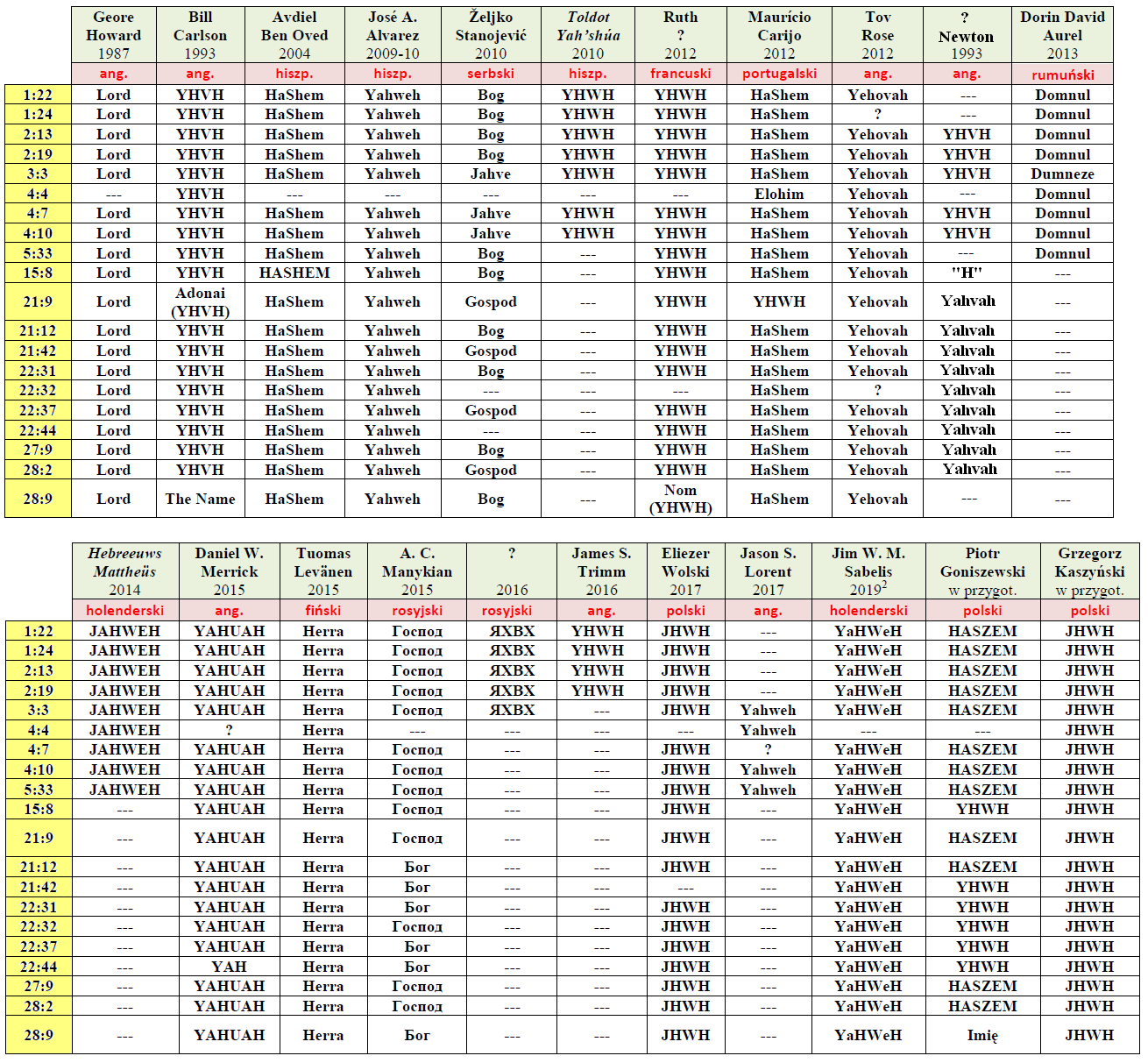

La primera traducción al inglés del Evangelio de Mateo en hebreo de Shem Tob fue la de George Howard, publicada en 1987. En 2017 apareció una traducción polaca de Eliezer Wolski (Eliyazar Ben Miqra), teólogo judío y simpatizante jasídico. Presentó el texto hebreo en una fuente estilizada que imita la escritura hebrea del siglo I. Grzegorz Kaszyński hizo otra traducción al polaco y la publicó junto con la traducción al inglés de Howard y otras traducciones a lenguas europeas.
La siguiente tabla (en polaco) muestra cómo estas traducciones representaban la frase "ha-Shem".

## Manuscritos más importantes
Hasta hoy, han sobrevivido 28 manuscritos que contienen el Evangelio de Mateo de Shem Tob. Estos manuscritos están fechados entre los siglos XV y XVII. Entre los manuscritos más importantes incluyen:
- Ms. British Museum Library Add. No. 26964, London
- Ms. Heb. 28, Rijksuniveriteit Library, Leiden, Holanda
- Ms. Mich. 119. Bodeleian Library, Oxsford
- Ms. Opp. Add. 4 '72. Bodeleian Library, Oxsford
- Ms. 2209 (Marx 19), Library of the Jewish Theological Seminary of America, New York
- Ms. 2234 (Marx 15), Library of the Jewish Theological Seminary of America, New York
- Ms. 2279 (Marx 18), Library of the Jewish Theological Seminary of America, New York
- Ms. 2426 (Marx 16), Library of the Jewish Theological Seminary of America, New York
- Ms Vat.ebr.101, Biblioteca Apostólica Vaticana

## Traducciones del Evangelio de Mateo de la obra de Shem Tob
Hay traducciones del Evangelio de Mateo de la obra de Shem Tob en varios idiomas europeos. Entre ellos están:
Inglés:
- Hebrew Gospel of Matthew, George E. Howard (1985)
- Messianic Natzratim Study Bible, Bill Carlson (1993)
- The Book of God: Matthew, Tov Rose (2013)
- Hebrew Matthew Shem Tov (PDF), ? Newton (adatmoadim.com), 2013
- Shem Tov’s Hebrew Matthew: Sacred Name Version, Daniel W. Merrick (2015)
- Hebrew Matthew, vol. One (Capítulos 1–12), Jason S. Lorent (2017)

Finés:
- Evankeliumi Matteuksen mukaan – Shem Tob, Tuomas Levänen (2015)

Francés:
- Livre de Mattityahou d'apres le texte Hébreu Shem Tov, Ruth ...?... (2012)

Español:
- Evangelio Hebreo de Mateo, versión crítica de los 116 capítulos, Eliahu Almani, Oraj HaEmet (2010)
- El evangelio de san Mateo en hebreo, (en la edición del Eben Boḥan de Shem Ṭov ibn Shapruṭ - siglo XIV), por José-Vicente Niclós (2018)

Neerlandés:
- Hebreeuws Mattheüs (versión en línea, páginas 1–9), 2014
- Het Mattheüsevangelie (vertaald vanuit het Hebreeuws), 2020

Polaco:
- Ewangelia św. Mateusza po hebrajsku, Eliezer Wolski (2017)

En preparación:
- Ewangelia według Mateusza z dzieła Szem-Toba ’Ewen Bōḥan (Kamień Wypróbowany) – wydanie z tekstem hebrajskim, przypisami, Dodatkiem Analitycznym oraz uwypukleniem różnic wobec kanonicznego tekstu, Grzegorz Kaszyński
- Hebrajska Ewangelia według św. Mateusza (Shem Tob), Piotr Goniszewski

Portugués:
- Evangelho segundo Matityah Shem Tov: História de Yeshu Segundo Matityah de Shem Tov Ben Isaac, Maurício Carijo (2012)
- Torat Yehoshua Segundo o Evangelho Hebraico de Mateus, Bruno Summa, 2019

Rumano:
- Shem Tov Evanghelia Mathyahu ebraic-română-text online, Obedeya Dorin David Aurel Ben Aharon Cohen (capítulos 1–12), 2013

Ruso:
- Евангелие от Матфея на иврите в издании Шем-Това ибн-Шапрута (с параллельным русским переводом), A.С. Manykian (Манукян), Dniepropietrowsk 2015
- Еврейское Евангелие от Матфея переданное Шем-Товом (capítulos 1–3), Eliseus?, 2016

Serbio:
- Jevanđelje po Mateju: preveo sa hebrejskog (PDF), Željko Stanojević, 2010

## Declaración de respaldo recibido
La Kingdom Interlinear Translation of the Christian Greek Scriptures publicada por la Sociedad Watchtower, la editorial de los Testigos de Jehová, hace referencia al Evangelio hebreo de Mateo de Shem Tob (indicado por el siglum J²) en apoyo de su decisión de introducir "Jehová" en el texto de la Traducción del Nuevo Mundo del Nuevo Testamento.